# China Evergrande Group
China Evergrande Group (čínsky v českém přepisu Cheng-ta Ťi-tchuan, pchin-jinem Héngdà Jítuán, znaky 恒大集团) je největší čínská developerská společnost. Patří mezi 150 největších světových společností podle tržeb. Sídlí v Šen-čenu, i když formální sídlo má na Kajmanských ostrovech. Je kótována na Hongkongské burze (ticker 3333), založena byla v roce 1996. 
Staví byty pro střední a vyšší třídu ve více než 280 čínských městech. Kromě developmentu podniká také v potravinářství, pojišťovnictví, médiích, zábavním průmyslu či automobilovém průmyslu. Vlastní také jeden z nejlepších čínských fotbalových týmů Kuang-čou FC. 
V létě 2021 se společnost dostala do finančních problémů v souvislosti s financováním svých značných dluhů, které přesahují 300 mld. USD, tedy 2 % čínského HDP. Od prosince 2021 je v platební neschopnosti. V lednu 2024 nařídil Hongkongský soud jeho likvidaci.

## Odvětví a obory zájmu koncernu
- nemovitosti (projekty ve 22 velkoměstech, 565 milionů m2)
- turismus a rekreace (2 zábavní parky)
- sport (3 fotbalové stadiony, jeden volejbalový)
- automobilismus (vlastní NEVS, podíl v Faraday Future, stavba dobíjecích stanic)
- finance (životní pojištění; podíl v Shengjing Bank)
- potravinářství (mj. vyrábí vlastní minerální vodu)

Evergrande v letech 2015-2021 spolupracoval s firmou Tencent. V roce 2014 začal podnikat v zemědělství (mj. mléko, chov prasat), ale po dvou letech kvůli finančním potížím většinu z tohoto úseku prodal.

## Finanční data
| Rok  | Výnosy          | Čistý zisk     | Aktiva          | Vlastní kapitál |
| ---- | --------------- | -------------- | --------------- | --------------- |
| 2010 | 45 801 401 000  | 8 024 676 000  | 104 452 464 000 | 21 366 225 000  |
| 2011 | 61 918 185 000  | 11 726 593 000 | 179 023 408 000 | 34 130 753 000  |
| 2012 | 65 260 838 000  | 9 181 921 000  | 238 990 551 000 | 41 691 325 000  |
| 2013 | 93 671 780 000  | 12 611 778 000 | 159 950 689 000 | 79 342 634 000  |
| 2014 | 111 398 112 000 | 12 604 053 000 | 206 225 229 000 | 112 378 004 000 |
| 2015 | 133 130 000     | 10 460 000     | 757 035 000     | 142 000         |
| 2016 | 211 444 000     | 5 091 000      | 1 350 868 000   | 192 532 000     |
| 2017 | 311 022 000     | 24 372 000     | 1 761 752 000   | 242 208 000     |
| 2018 | 466 196 000     | 37 390 000     | 1 880 028 000   | 308 626 000     |
| 2019 | 477 561 000     | 17 280 000     | 2 206 577 000   | 358 537 000     |
| 2020 | 507 248 000     | 8 076 000      | 2 301 159 000   | 350 431 000     |
| 2021 | 250 013 000     | -476 035 000   | 2 107 096 000   | -473 054 000    |
| 2022 | 230 067 000     | -105 914 000   | 1 838 338 000   | -599 074 000    |